# Императорское российское пожарное общество
Импера́торское росси́йское пожа́рное о́бщество (аббрев. ИРПО) — общественная организация в Российской империи.

## История
14 июня 1892 года на 1-м съезде русских деятелей по пожарному делу было учреждено Российское пожарное общество, 8 июня 1901 года императором Николаем II был утверждён отличительный знак ИРПО, которым награждались за отвагу на пожаре или беспорочную службу в городских пожарных командах. Он украшался вензелем «ВА» великого князя Владимира Александровича, шефа пожарных. Тогда же общество стало называться Императорским российским пожарным обществом (ИРПО).
К марту 1893 года был подготовлен устав, состоящий из 82 параграфов. 17 мая 1893 года в имении графа А. Д. Шереметева в Симбирске, в присутствии представителя Министерства внутренних дел Российской империи состоялось торжественное открытие Соединенного российского пожарного общества. Здесь же прошла церемония освящения его знамени.
В задачи ИРПО входило «изыскание, развитие мер предупреждения и пресечения пожарных бедствий», помощь пожарным и лицам, пострадавшим от пожаров, улучшение противо-пожарного водоснабжения, издание пожарно-технической литературы, проведение съездов, выставок, конгрессов. Первым председателем Главного совета ИРПО в 1892 году был избран граф Александр Дмитриевич Шереметев.
Источниками финансирования Совета ИРПО и сети местных добровольных пожарных организаций являлись разовые взносы почётных членов, страховых компаний, денежные лотереи, продажа пожарной техники, трубоочистные работы и прочее. Государственных средств на содержание ИРПО не выделялось. В сферу деятельности Общества входило совершенствование не только добровольной, но и профессиональной пожарной охраны.
По инициативе Главного совета общества с 1 марта 1892 по 1894 год Министерство внутренних дел выпускало журнал «Пожарный» (издатель — граф А. Д. Шереметев), а с 1894 года начато издание журнала «Пожарное дело».
Золотой отличительный знак ИРПО вручался почётным членам и членам-благотворителям ИРПО. Первой категории предоставлялось право ношения мундира МВД 5-го класса (статского советника), второй — 6-го класса (коллежского советника). Серебряный знак предназначался для тех, кто входил в состав правления, начальников команд и цейхмейстеров городских пожарных обществ, а бронзовый — для всех членов пожарных дружин и команд ИРПО.

## Председатели
- граф Шереметев, Александр Дмитриевич (1892—1894)
- князь Львов, Александр Дмитриевич (1894—1917)